# 藏边大黄
藏边大黄（学名：Rheum australe）为蓼科大黄属下的一个种，产西藏中部及东部。

## 扩展阅读
- 維基物種上的相關：藏边大黄